# Bernhardin von Feltre

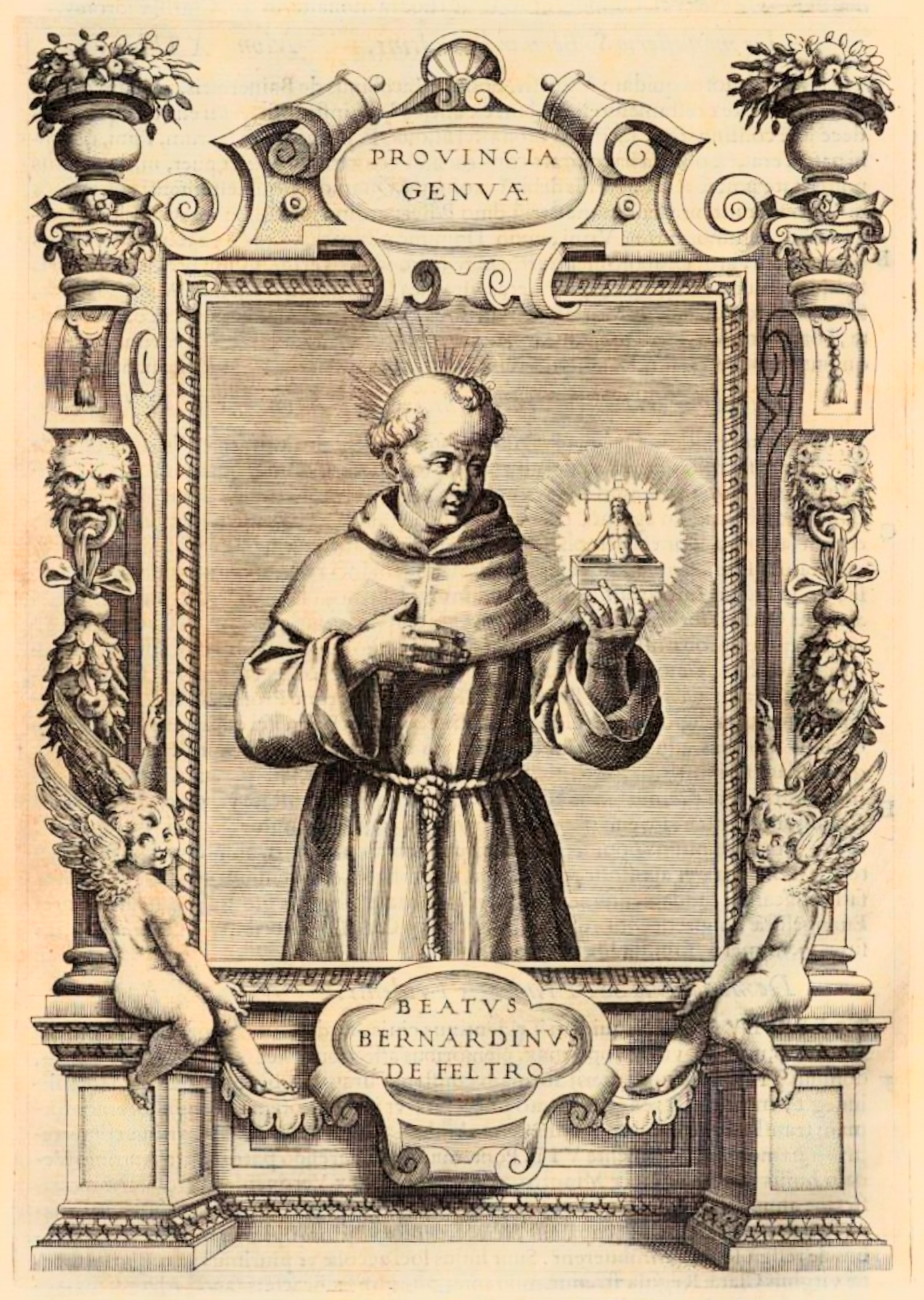
Bernhardin von Feltre

Der selige Bernhardin von Feltre (auch: Bernardino da Feltre; * 1439 in Feltre (Italien); † 28. September 1494 in Pavia) war Franziskaner, bedeutender Prediger und Gründer caritativer Leihanstalten.
Bernhardin von Feltre stammte aus adligem Haus. Er studierte in Mantua und wurde 1463 Priester, später Professor der Theologie. Ab 1469 wurde er zu einem bedeutenden Prediger Italiens, späterer Titel: „Apostolischer Prediger“ (1881).
Bernhardin von Feltre gründete Leihanstalten (Monte di Pietà), bei denen die ärmeren Volksschichten Geld leihen konnten, ohne Wucherzinsen ausgesetzt zu sein. Diese Monti waren in Italien, Frankreich, Spanien und Deutschland verbreitet.
1654 wurde seine Verehrung durch Papst Innozenz X. bestätigt (cultus confirmatus). Der Gedenktag des Seligen ist der 28. September. Er ist Patron der Pfandleiher.
Seine antijüdischen Predigten im Fall des Simon von Trient hatten den Untergang zahlreicher jüdischer Gemeinden, darunter diejenigen von Trient, Perugia, Gubbio und Ravenna, zur Folge.

## Darstellungen
Er wird vor allem im 15. und 16. Jahrhundert – meist als Mönch in Kukulle – dargestellt, später nur noch in volkstümlicher Druckgraphik.